# 徐钟令
徐钟令（？—？），字庶侯，江苏淮阴人，清末民初学者。

## 生平
他是江阴县的知名学者，以史地研究及志书编纂而闻名。辛亥革命期间，他曾作为江北都督府都督蒋雁行的代表到上海参加各省都督府代表聯合會会议。
徐钟令藏书极多，仅所藏方志便有数百卷。同乡学者张煦侯（名震南，字煦侯）曾经在徐钟令家任塾师。张煦侯为家乡王家营编写了《王家营志》，编写期间参考了徐家所藏方志，还得到徐钟令的帮助和指教，书成于1931年，1933年出版。

## 著作
- 錢崇威、眭文焕、徐鍾令，民國重修沭陽縣志
- 徐鍾令，民国淮阴志征访稿
- 徐鍾令，废除清室优待条款平议[3]
- 徐鍾令，元秘史腾机斯水所在地之商榷
- 徐庶侯君致张蔚西君函，载 地学杂志第八年第八、九期"邮筒" , 1917年9月25日
- 徐庶侯，李更生先生别传，载 李更生先生言行录暨逝世六十周年纪念集，第10页

## 延伸阅读
- 关赓麟（颖人），淮阴徐庶侯先生七十寿序，铁路协会月刊，1933年第5卷第4-5期